# Monte do Castelo (Rossas)
O chamado Monte do Castelo localiza-se próximo ao lugar de Calvos, na freguesia de Rossas, Município de Vieira do Minho, distrito de Braga, em Portugal.
Trata-se de um sítio arqueológico onde existem vestígios de um antigo castro, denominado Castro do Ovo da Rainha.

## História
O sítio regista ocupação humana desde o período Paleolítico, como o testemunham as chamadas covas rupestres. Aí foram encontrados diversos testemunhos arqueológicos como uma ponta de lança, um busto de Júpiter, e outros, que atestam os diversos povos e civilizações que por lá passaram.